# 福费廷
福费廷，又称无追索权的融资、买断票据、包买票据，是英文名称“Forfeiting”的音译，为贸易融资术语，属于票据融资。源于法语的“à forfait”，“放弃权利”之意。融资商也称作包买商、贴现行。

## 简介
福费廷是出口商把进口商经银行承兑的应收票据卖给银行或金融公司的操作。票据的承兑风险完全由福费廷购入方承担。
福费廷与保理不同。保理可以转让任何应收账款。

## 特点
福费廷的特点：
- 期限从180天到10年。
- 最小金额至少$100,000，虽然$500,000更为常见。
- 可融资币种为主要贸易货币。
- 通常需要进口商的信用证或银行保函
- 合同可以针对货物或服务。

应收票据可以是期票、汇票、延期支付信用证、福费廷证（letter of forfaiting）。

## 定价
福费廷交易定价的三项因素：
- 贴现率（Discount rate），可以选择固定利率，也可以采用LIBOR加上利差（margin）
- 多收期（Grace days），即预估延期天数。
- 承担费（Commitment fee），相当于手续费。

出口商从福费廷可以获得融资，并且转移了远期收汇风险及汇率风险、利率风险。福费廷购入方挣到了利息收入。

## 专业组织
国际福费廷协会（International Forfaiting Association）1999年建立。